# 중화인민공화국 국가여유국
중화인민공화국 국가여유국(영어: China National Tourism Administration, 중국어: 中华人民共和国国家旅游局)은 국가 관광 발전 및 유지를 담당하는 중화인민공화국의 정부 기관이었다. 1982년 설치된 후, 2018년 3월 문화관광부로 흡수되었다.

## 역대 국장 목록
- 리우 이 (1988년~1995년)
- 허광웨이 (1995년~2005년)
- 샤오치웨이 (2005년~2014년)
- 리진자오 (2014년~2018년)

## 같이 보기
- 중국의 관광
- 관광 안내소